# خوآن ویسنته پرس
خوآن ویسِنتِه پِرِس (انگلیسی: Juan Vicente Pérez) (۲۷ مهٔ ۱۹۰۹ – ۲ آوریل ۲۰۲۴) خرده‌دهقان‌پیشه، ابرصدساله، و کشاورز اهل ونزوئلا بود. خوان تا زمان مرگش در سن ۱۱۴ سال و ۳۱۱ روز، پیرترین‌مرد زنده جهان در میان ابر صدساله‌های اسپانیایی در ۱۸ ژانویه ۲۰۲۲ بود. او آخرین مرد بازمانده‌ای که در دهه اول قرن بیستم به دنیا آمد بود، وی پس از جیرومون کیمورا، کریستین مورتنسن و امیلیانو مرکادو دل تورو، چهارمین پیرمرد تأیید شده تا کنون بود.
در زمان مرگش، او دومین و پیرترین فرد زنده در آمریکای لاتین، پس از ایناه کانابارو لوکاس، و چهارمین و پیرترین فرد زنده تأیید شده در جهان پس از ماریا برانیاس، تومیکو ایتوکا و کانابارو لوکاس به‌شمار می‌رفت.

## مرگ
پرز در ۲ آوریل ۲۰۲۴ در سان خوسه د بولیوار، ایالت تاچیرا، در سن ۱۱۴ سال و ۳۱۱ روز، یعنی ۵۵ روز قبل از تولد ۱۱۵ سالگی‌اش درگذشت. جان تینیس وود انگلیسی (متولد ۲۶ اوت ۱۹۱۲) به عنوان مسن‌ترین مرد جهان جانشین او شد.